# Acanthiza
Acanthiza é uma género de aves passeriformes, principalmente encontrados na Austrália, mas com uma espécie restrita à Nova Guiné.
Possuem um bico alongado e fino. As preferências de habitats são variadas, desde florestas densas até áreas abertas, como planícies om alguma vegetação.
Quando voam, seguem um caminho ondulante, característico. A sua dieta é formada essencialmente por pequenos insectos e afídios.
O seu ninho é uma construção larga, em forma de doma, completamente fechada à excepção de uma entrada lateral. O período de incubação 'desconhecido, mas o número de ovos em cada postura varia de 2 a 4. O tamanho da ave adulta é entre 8 a 10 centímetros.

## Espécies
- Acanthiza katherina
- Acanthiza pusilla
- Acanthiza apicalis
- Acanthiza ewingii
- Acanthiza uropygialis
- Acanthiza robustirostris
- Acanthiza inornata
- Acanthiza reguloides
- Acanthiza iredalei
- Acanthiza chrysorrhoa
- Acanthiza nana
- Acanthiza lineata
- Acanthiza murina

- Acanthiza cinerea